# Glazov

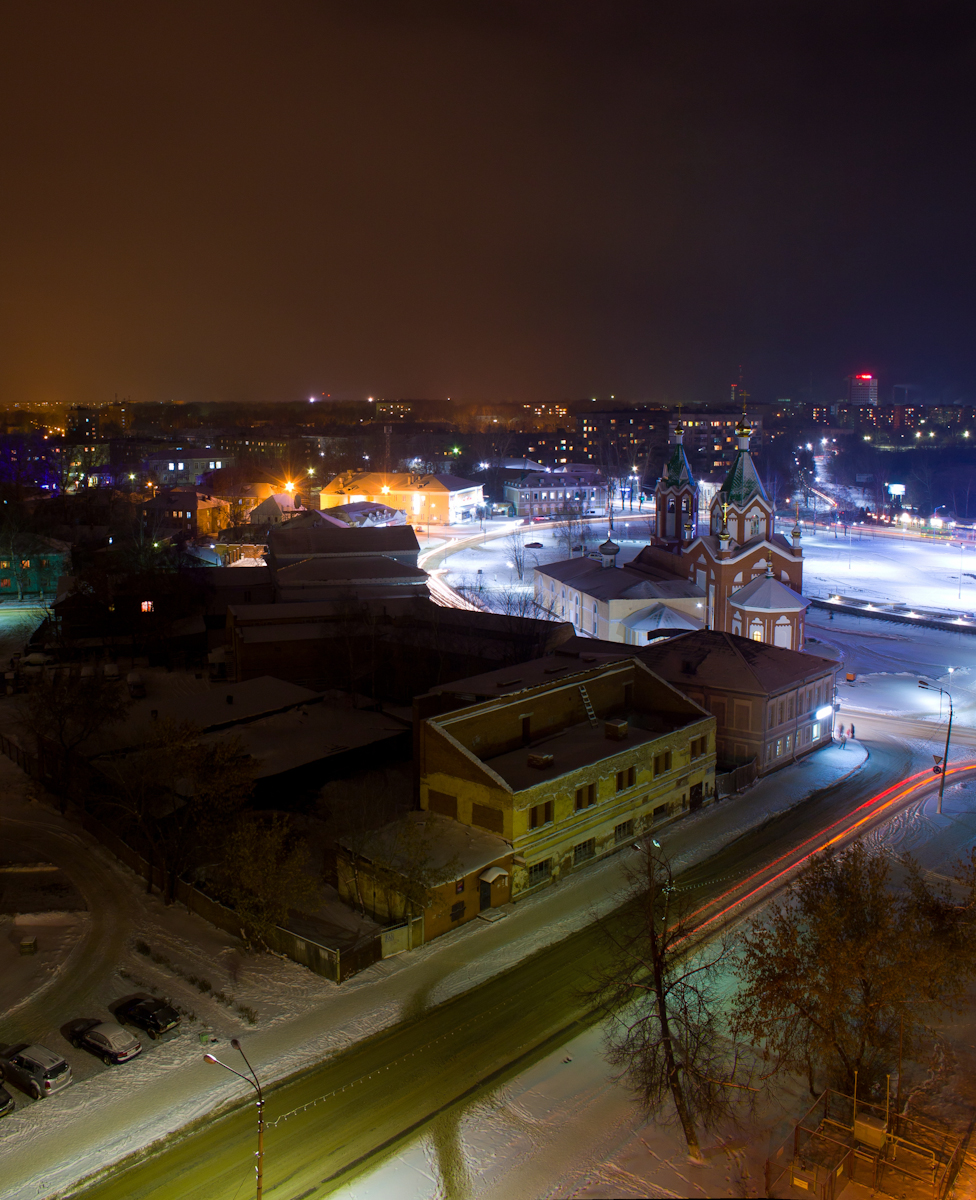
Nattlig vy över Glazov.

Glazov (ryska Глазов) är den fjärde största staden i Udmurtien i Ryssland. Folkmängden uppgick till 94 610 invånare i början av 2015. Glazov nämns för första gången i en skriftlig källa 1678 och fick stadsprivilegier 1780 av Katarina den stora.